# Barcsay Ábrahám
Nagybarcsai Barcsay Ábrahám (Bartsay Ábrahám) (Piski, 1742. február 2. – Csora, 1806. március 3.) magyar királyi testőr, a klasszicista költészet egyik hazai képviselője, a magyar testőrírók közé tartozott.

## Élete
Barcsay Ábrahám Kemény János erdélyi fejedelem leszármazottja volt. 1742-ben az erdélyi Piskiben született Hunyad vármegye főbírájának fiaként. Iskoláit Nagyenyeden végezte, a református kollégiumban tanult. Szüleit korán elvesztette, így Erdély részéről 1761-ben, más források szerint 1762-ben a bécsi magyar testőrségbe küldték. Itt kötött ismeretséget Bessenyei Györggyel és Báróczi Sándorral.
A testőrségnél szabályszerű öt év letelte után, 1767-ben mint kapitány átlépett a Leopold nagyherceg nevét viselő 4. számú dragonyos ezredbe. 1774 körül a Dunántúlon és váltakozva Nyitrán, Trencsénben, majd Nagyszombatban tartózkodott: itt ismerkedett meg Ányos Pállal. Végül idegen tartományokba kellett mennie, részt vett a sziléziai táborozásban.
1777-ben már a római katolikus hitet vallotta. 1778-ban házasságot kötött gróf Bethlen Zsuzsannával. A háború elmúltával hazatért, de amikor tíz évvel később kitört a török háború, újra táborba szállt, és Lasci regimentjében volt ezredes. 1788 áprilisában Szabácsnál, augusztusban Dubovánál, 1789 októberében Nándorfehérvárnál harcolt. A békekötése után, 1790. december elején magyar testőrezredesnek nevezték ki. 1794-ben nyugalomba ment és birtokaira vonult vissza; hol Marossolymoson, hol Csórán lakott.
Írói működése 1771-ben kezdődött előbb Bessenyei, később Orczy Lőrinc hatása alatt. Ettől fogva részint hozzájuk, részint Ányos Pálhoz és Radvánszky Jánoshoz szinte ontotta verses leveleit, ezzel a magyar költői episztola egyik megalapítója lett. Leveleiben és más költeményeiben a világot és az életet bölcs megnyugvással vagy gúnyos mosollyal szemléli. Könnyen, hosszas tervezgetés, készülődés nélkül, a pillanat hangulatában ír. Szeszélyesen hol versből prózába, hol prózából megint versbe csap át, de „mentségére” szolgál, hogy nem nyilvános kiadásra szánta leveleit. Nyelve mégis tiszta, általában szabatos, néha élénk és fordulatos.

## Művei
Versei többnyire episztolákból (verses költői levelekből) állnak, melyeket báró Orczy Lőrinc munkáival együtt Két nagyságos elmének költeményes szüleményei címmel Révai Miklós adott ki Pozsonyban 1789-ben.
Első verse Báróczy Sándor Marmontel-fordításának elején áll (1775). Két évvel később Bessenyei György hét versét adta ki; kettő jelent meg a Magyar Museumban, egyik: Felelet Ányos Pálnak, költ. a sziléziai hideg fenyvesek közt karácsony hava 1. napján 1778., másik: A magyarországi tudományoknak fő gyülekezetihez, Budán 1780.
Kéziratban maradt versei közül néhányat Döbrentei Gábor adott ki életrajzának függelékében az Erdélyi Múzeum első kötetében. Széchy Károly A Honban (1873. 203. sz.) és a Figyelőben (1873) költői leveleiből közölt néhányat.
Francia versei özvegyénél, Haller Gábor grófhoz írt levelei pedig a gróf családjánál maradtak kéziratban.
Névaláírása: Hébe 1824 mellékletén.
- Barcsay Ábrahám költeményei; tanítványaival sajtó alá rend. Szira Béla; Egyetemi Ny., Bp., 1933 (Magyar irodalmi ritkaságok)
- Mennyei Barátom! Barcsay Ábrahám levelei Orczy Lőrinchez, 1771–1789; sajtó alá rend., bev., jegyz. Egyed Emese; Erdélyi Múzeum-Egyesület, Kolozsvár, 2001 (Erdélyi tudományos füzetek)
- Barcsay Ábrahám–Orczy Lőrinc: Két jó barát között való levelezésből szedett versek; szerk. Marton Jenőné, Kovács Andrásné, Simor András; Táncsics Gimnázium, Bp., 1993 (Táncsics-sorozat)
- Költeményes holmi egy nagyságos elmétől / Két nagyságos elmének költeményes szüleményei. Orczy Lőrinc és Barcsay Ábrahám verses levelezése; Kairosz, Bp., 2015